# 퀴즈 쇼 (영화)
《퀴즈 쇼》(영어: Quiz Show)는 1994년 개봉된 미국의 시대극 미스터리 드라마 영화이다. 1950년대 인기 퀴즈쇼 '21'의 조작 스캔들을 소재로 삼았으며, 21에서 승승장구하던 우승자 허브 스템플의 갑작스런 몰락과 새로운 스타 찰스 밴도런의 등장, 그리고 이 모든 사건 뒤에 숨겨진 조작 의혹을 파헤치는 과정을 그린다.

## 줄거리
1958년. NBC 퀴즈쇼 '21'의 제작진은 시청률이 정체되자 새로운 스타를 찾던 중 컬럼비아 대학교 강사 찰스 밴도런을 발견하고 그를 고정 우승자로 만들기 위해 조작을 시작한다. 밴도런은 처음엔 거부하지만 승리를 거듭하며 유명해지자 압박감에 굴복하고 제작진이 제공하는 답을 받아 퀴즈쇼에 참여한다. 한편 부당하게 패배한 기존 우승자 스템플은 자신의 출연 약속이 지켜지지 않자 NBC에 법적 대응을 준비하며 조작 사실을 폭로하려 한다.
국회 변호사 리처드 굿윈은 퀴즈쇼 조작 의혹을 조사하기 시작하고, 스템플과 밴도런 등 관련자들을 만나며 의혹을 확신한다. 스템플의 불안정한 태도는 불신을 불러일으키지만 다른 참가자의 증언과 증거를 통해 조작 사실을 밝혀내고 국회 청문회를 개최한다. 죄책감에 시달리던 밴도런은 청문회에서 조작 사실을 인정하면서 방송국에서 해고되고 대학에서도 사임을 요구받는다.
굿윈은 방송사와 광고주를 압박하려 하지만 결국 제작진이 모든 책임을 떠안고 진실은 은폐된다. 좌절한 굿윈이 택시를 타는 밴도런을 바라보며 영화는 끝을 맺는다.

## 출연
- 존 터투로 - 허버트 "허브" 스템플 역
- 롭 모로 - 리처드 N. 굿윈 역
- 레이프 파인스 - 찰스 밴도런 역
- 데이비드 페이머 - 댄 엔라이트 역
- 폴 스코필드 - 마크 밴도런 역: 찰스 밴도런의 아버지.
- 행크 어제리아 - 앨버트 프리드먼 역
- 크리스토퍼 맥도널드 - 잭 배리 역
- 요한 칼로 - 토비 스템플 역: 스템플의 아내.
- 엘리자베스 윌슨 - 도러시 밴도런 역: 찰스 밴도런의 어머니.
- 앨런 리치 - 로버트 E. 킨트너 역: NBC 사장.
- 미라 소비노 - 샌드라 굿윈 역
- 조지 마틴 - 오렌 해리스 회장 역
- 폴 길포일 - 로버트 W. 리슈먼 역
- 마틴 스코세이지 - 마틴 리턴홈 역
- 그리핀 던 - 제리톨 영업 이사 역
- 벤 솅크먼 - 칠드러스 역
- 브루스 올트먼 - 진 역
- 배리 레빈슨 - 데이브 개러웨이 역
- 제프리 노들링 - 존 밴도런 역
- 더글러스 맥그래스 - 제임스 스노드그래스 역
- 윌리엄 픽트너 - NBC 촬영 현장 감독 역
- 일리아나 더글러스 - 헬레나 역
- 이선 호크, 캘리스타 플록하트 - 컬럼비아대 학생 역

## 기타 제작진
- 공동 제작: 게일 머트럭스
- 협력 제작: 수전 무어
- 배역: 보니 티머먼
- 미술: 존 허트먼
- 의상: 캐시 오리어

## 우리말 녹음
KBS 성우진 (1998년 4월 25일)
- 홍시호 - 밴도런(레이프 파인스)
- 문관일 - 스템플(존 터투로)
- 김도현 - 굿윈(롭 모로)
- 김현직 - 밴도런의 아버지(폴 스코필드)
- 박민아 - 밴도런의 어머니(엘리자베스 윌슨)
- 온영삼 - 사장(앨런 리치)
- 성선녀 - 방송국 직원(메리 슐츠)
- 이윤선 - 엔라이트(데이비드 페이머)
- 이연희 - 스템플의 아내(요한 칼로)
- 이호인 - 잭 배리(크리스토퍼 맥도널드) / 리슈먼(폴 길포일)
- 김준 - 앨버트(행크 어제리아)
- 최병상 - 해리스(조지 마틴) / 마틴(마틴 스코세이지)
- 김태웅 - 의원(조지프 애터나지오)
- 최덕희 - 샌드라(미라 소비노) / 스템플의 아들(조지프 블레어)
- 오인성 - 무마우(바이런 제닝스)